# Ringhalskobra
Hemachatus haemachatus ringhalsad kobra eller ringhalskobra är en ormart som beskrevs av Bonnaterre 1790. Hemachatus haemachatus är ensam i släktet Hemachatus som ingår i familjen giftsnokar. IUCN kategoriserar arten globalt som livskraftig. Inga underarter finns listade i Catalogue of Life.
Arten når en maximal längd av 1,5 meter. Den jagar främst paddor. Honor lägger inga ägg utan föder levande ungar. När arten känner sig hotad kan den spela död (Thanatosis). Giftet som innehåller både Neurotoxiner och Cytotoxiner spottas ofta mot fienden. Det kan orsaka blindhet hos människor, men inga dödsfall har rapporterats på flera år, däremot kan bett orsaka nekros. T.om med motgift kan betten orsaka missbildade ärr, precis som med spottkobror inom släktet Naja.
Denna orm förekommer främst i Sydafrika samt i Lesotho och Swaziland. En avskild population finns i östra Zimbabwe. Arten lever i låglandet och i bergstrakter upp till 2500 meter över havet. Trots att arten, som har både kölade fjäll och föder levande ungar påminner till utseendet en kobra, räknas den inte som en riktig kobra då riktiga kobror inom släktet Naja har släta fjäll och är ovipar. Ringhalskobran vistas främst i gräsmarker, i klippiga områden med glest fördelad växtlighet och vid kanten av våtmarker. Den besöker även urbaniserade regioner.